# Jason Sanders
Jason Thomas Sanders (* 16. November 1995 in Orange, Kalifornien) ist ein US-amerikanischer American-Football-Spieler auf der Position des Kickers. Er wurde im NFL Draft 2018 als 229. Spieler von den Miami Dolphins ausgewählt. Zuvor war er Kicker an der University of New Mexico.

## College
Als er 2014 an die Universität kam, war er zunächst Kickoff Specialist. Er absolvierte in 12 Spielen 62 Kickoffs mit einer durchschnittlichen Weite von 62,1 Yards. 2015 wurde Sanders für die ersten fünf Spiele auch als Kicker eingesetzt und verwandelte 29 von 29 möglichen Extrapunkten. 2016 schaffte er 59 von 59 Extrapunkten für New Mexico.
|        | Field-Goal-Versuche | Erfolgreiche FG | %    | Längstes |
| ------ | ------------------- | --------------- | ---- | -------- |
| 2015   | 7                   | 3               | 42,9 | 32       |
| 2016   | 13                  | 12              | 92,3 | 52       |
| 2017   | 15                  | 10              | 66,7 | 53       |
| Gesamt | 35                  | 25              | 67,3 | --       |

## NFL
Sanders wurde im NFL Draft 2018 an 229. Stelle in der 7. Runde von den Miami Dolphins ausgewählt.
Am 13. Spieltag der Saison 2019 fing Sanders bei einem Trickspielzug gegen die Philadelphia Eagles einen Touchdown. Zuvor hatte mit Jim Turner am 16. Oktober 1977 zuletzt ein Kicker einen Touchdownpass gefangen. In Woche 14 verwandelte Sanders bei der 21:22-Niederlage gegen die New York Jets sieben von acht Field-Goal-Versuchen. Damit wurde er zum achten Spieler der NFL-Geschichte, der sieben Field Goals in einem Spiel erzielte, und zum ersten Spieler der Dolphins, dem dies gelang.
In der Saison 2020 wurde Sanders in das All-Pro-Team gewählt. Er verwandelte 36 von 39 Field-Goal-Versuchen und hatte damit die beste Trefferquote eines Kickers der Dolphins in einer Saison. Sanders sorgte zweimal mit erfolgreichen Field Goals für den Sieg seines Teams; in Woche 9 gegen die Arizona Cardinals sowie am 16. Spieltag gegen die Las Vegas Raiders. Im Februar 2021 einigte er sich mit den Dolphins auf eine Vertragsverlängerung um fünf Jahre für 22 Millionen Dollar, davon 10 Millionen garantiert. Somit steht Sanders bis 2026 in Miami unter Vertrag.